# دانشگاه بین‌المللی پزشکی لیبی
دانشگاه بین‌المللی پزشکی لیبی (به عربی: الجامعة اللیبیة الدولیة للعلوم الطبیة) یک دانشگاه در لیبی است که در بنغازی واقع شده است.